# Two News Items
Two News Items è un cortometraggio muto del 1916 diretto da Edward Sloman.

## Produzione
Il film fu prodotto dalla Lubin Manufacturing Company.

## Distribuzione
Distribuito dalla General Film Company, il film - un cortometraggio di due bobine - venne distribuito nelle sale statunitensi il 24 gennaio 1916.